# Bahnhof Schaftlach
Der Bahnhof Schaftlach ist der Bahnhof von Schaftlach und der einzige Bahnhof der Gemeinde Waakirchen im oberbayerischen Landkreis Miesbach. Er liegt an der in diesem Abschnitt 1874 eröffneten Bahnstrecke München–Lenggries und ist seit 1883 Trennungsbahnhof, als die privat betriebene Bahnstrecke Schaftlach–Tegernsee in Betrieb ging.

## Bahnanlage
Der Bahnhof besitzt einen Hausbahnsteig an Gleis 1 und einen ebenerdig und barrierefrei zugänglichen Mittelbahnsteig zwischen Gleis 1 und 2. Der Mittelbahnsteig zwischen Gleis 2 und 3 ist nicht mehr in Betrieb für den regelmäßigen Personenverkehr. An Gleis 1 werden Züge aus München kommend geteilt, an Gleis 2 werden Züge nach München zusammengeführt. Gleis 3 ist ein Überholgleis ohne Anschluss an die Strecke nach Tegernsee.
| Gleis | Höhe in cm | Länge in m | Nutzung                                  |
| ----- | ---------- | ---------- | ---------------------------------------- |
| 1     | 76         | 160        | Züge in Richtung Tegernsee und Lenggries |
| 2     | 76         | 227        | Züge in Richtung München                 |
| 3     | 38         |            |                                          |

## Geschichte
In seiner größten Ausdehnung besaß der Bahnhof sechs Gleise, ein Gütergleis mit noch existierendem Güterbahnhof am Hausbahnsteig, drei Bahnsteiggleise und zwei Überholgleise, wovon eines zu einem Stumpfgleis in Richtung Lenggries zurückgebaut wurde. Auf diesem waren zwischen 1975 und 1999 die Wagen des Bayerischen Localbahnvereins hinterstellt, auf Gleis vier warteten Lokomotiven auf Kurswagen aus München nach Tegernsee. Heute besitzt der Bahnhof noch die drei Bahnsteiggleise, wovon die ersten zwei im Personenverkehr bedient werden.
Ein Gleisdreieck zur direkten Anbindung der Tegernseeer Strecke nicht nur zum Bahnhof Schaftlach und Bad Tölz, sondern auch Richtung Holzkirchen und München war geplant und in weiten Teilen schon gebaut.

## Verkehr
Bis 1998 wurden Kurswagen nach Tegernsee aus München und teilweise Dortmund durch Lokomotiven der Tegernsee-Bahn übernommen. Seit 1998 halten im Stundentakt Züge der Bayerischen Oberlandbahn, die von München über Holzkirchen verkehren und in Schaftlach geteilt bzw. zusammengeführt werden. Der vordere Zugteil verkehrt weiter nach Lenggries, der hintere verkehrt mit Fahrtrichtungswechsel nach Tegernsee. Die Züge werden seit 2020 mit Triebwagen der Bauart LINT gefahren.
| Linie | Verlauf                                                   | Frequenz |
| ----- | --------------------------------------------------------- | --- |
| RB56  | München – Holzkirchen – Schaftlach – Bad Tölz – Lenggries | Stundentakt mit Verstärkerzügen im Berufsverkehr, am Wochenende zwischen 8 und 12 Uhr sowie zwischen 14 und 20 Uhr Halbstundentakt |
| RB57  | München – Holzkirchen – Schaftlach – Gmund – Tegernsee    | Stundentakt mit Verstärkerzügen im Berufsverkehr, am Wochenende zwischen 8 und 12 Uhr sowie zwischen 14 und 20 Uhr Halbstundentakt |

## Galerie

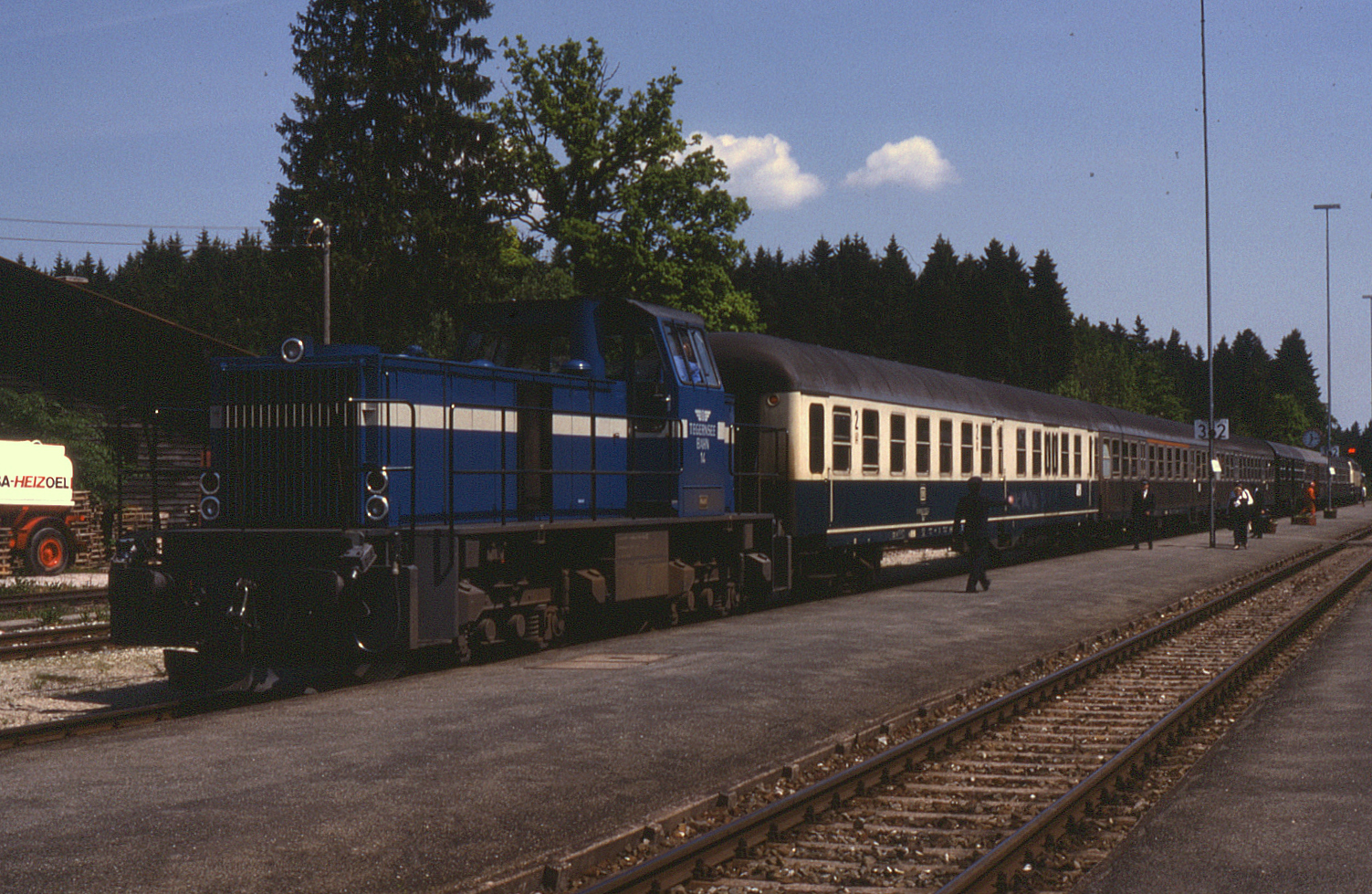
Zug mit Kurswagen nach München wird auf Gleis 3 zusammengeführt.
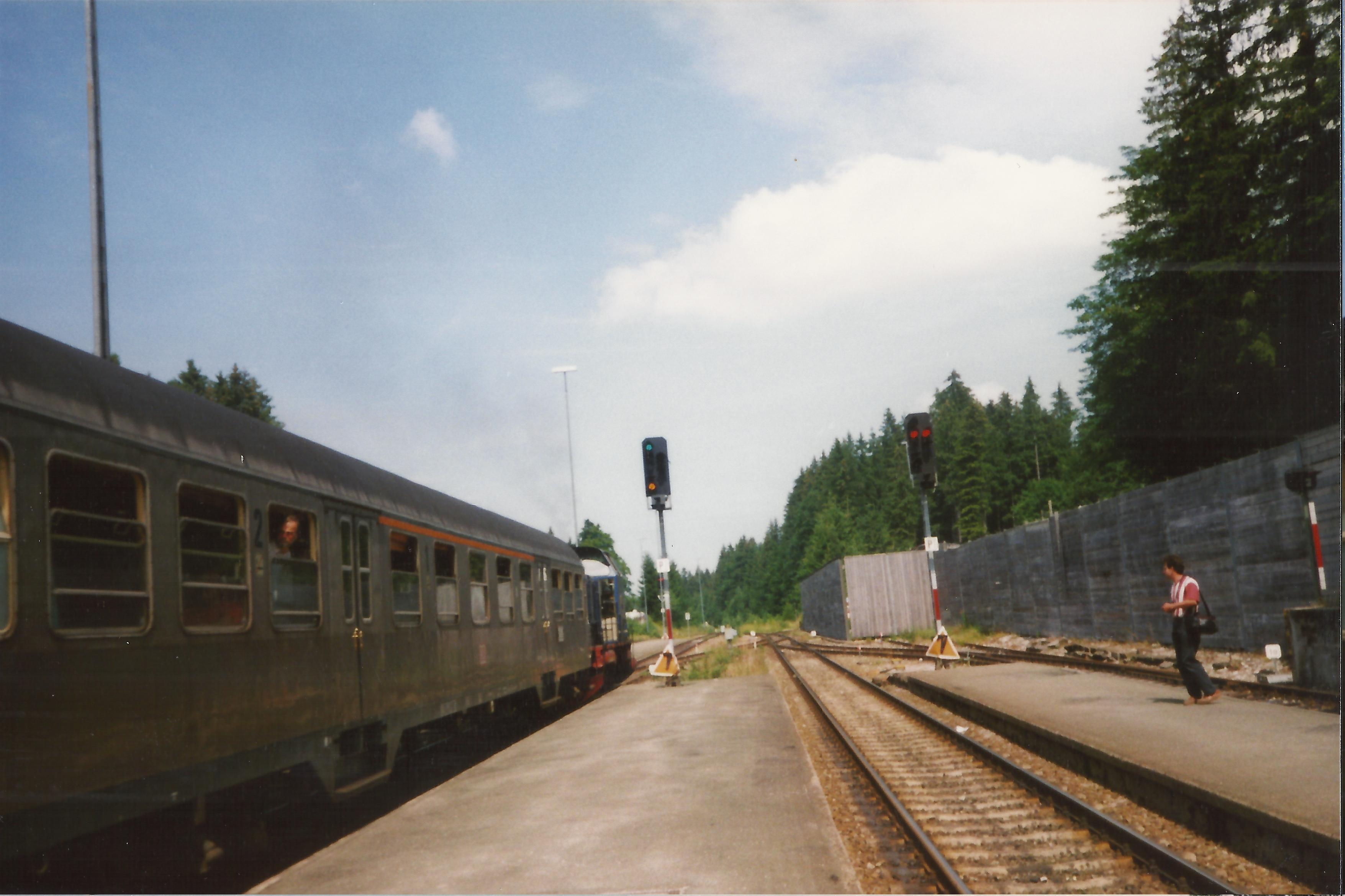
TAG 12 übernimmt Kurswagen aus München auf Gleis 2.
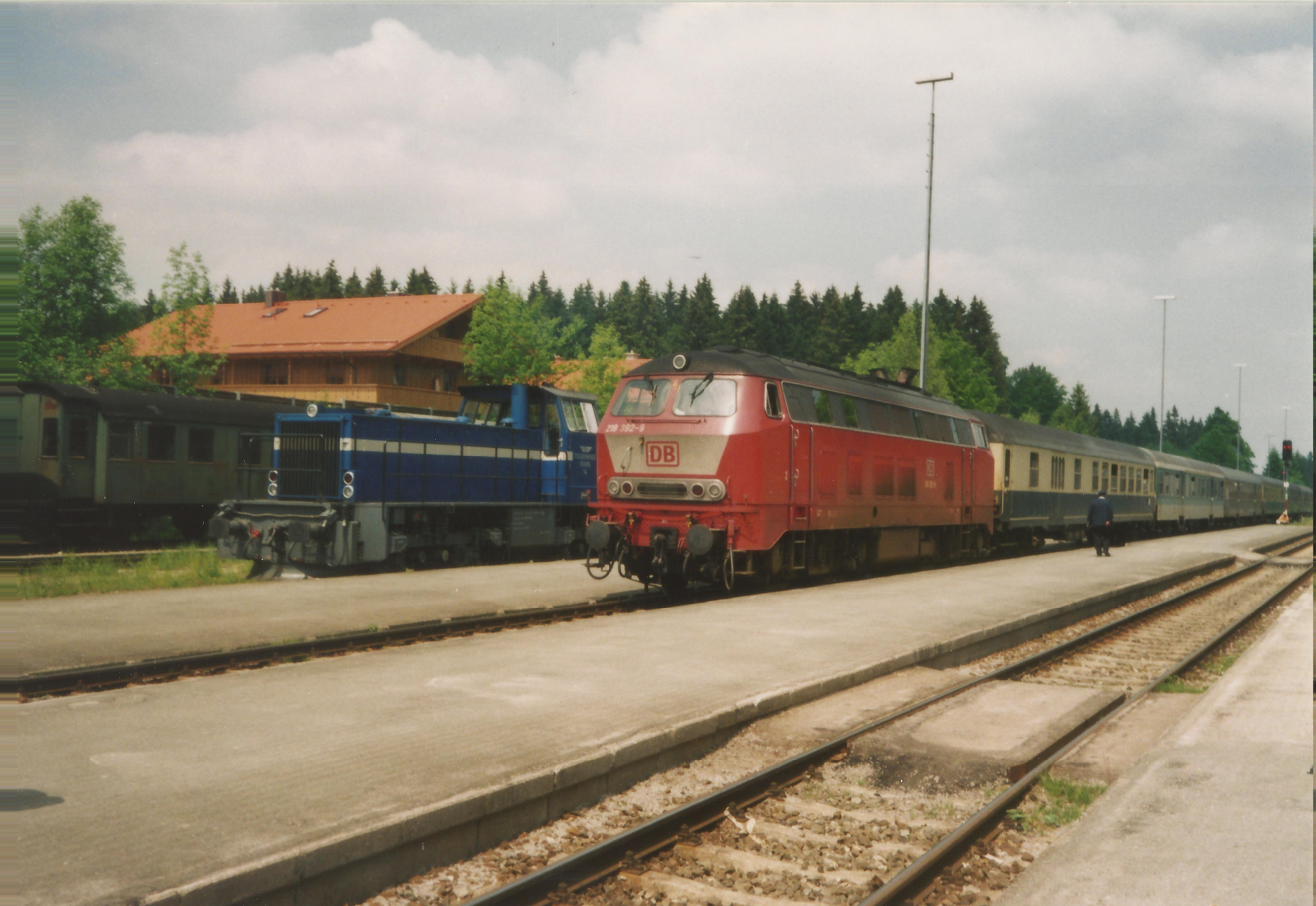
TAG 14 wartet auf Kurswagen aus München.
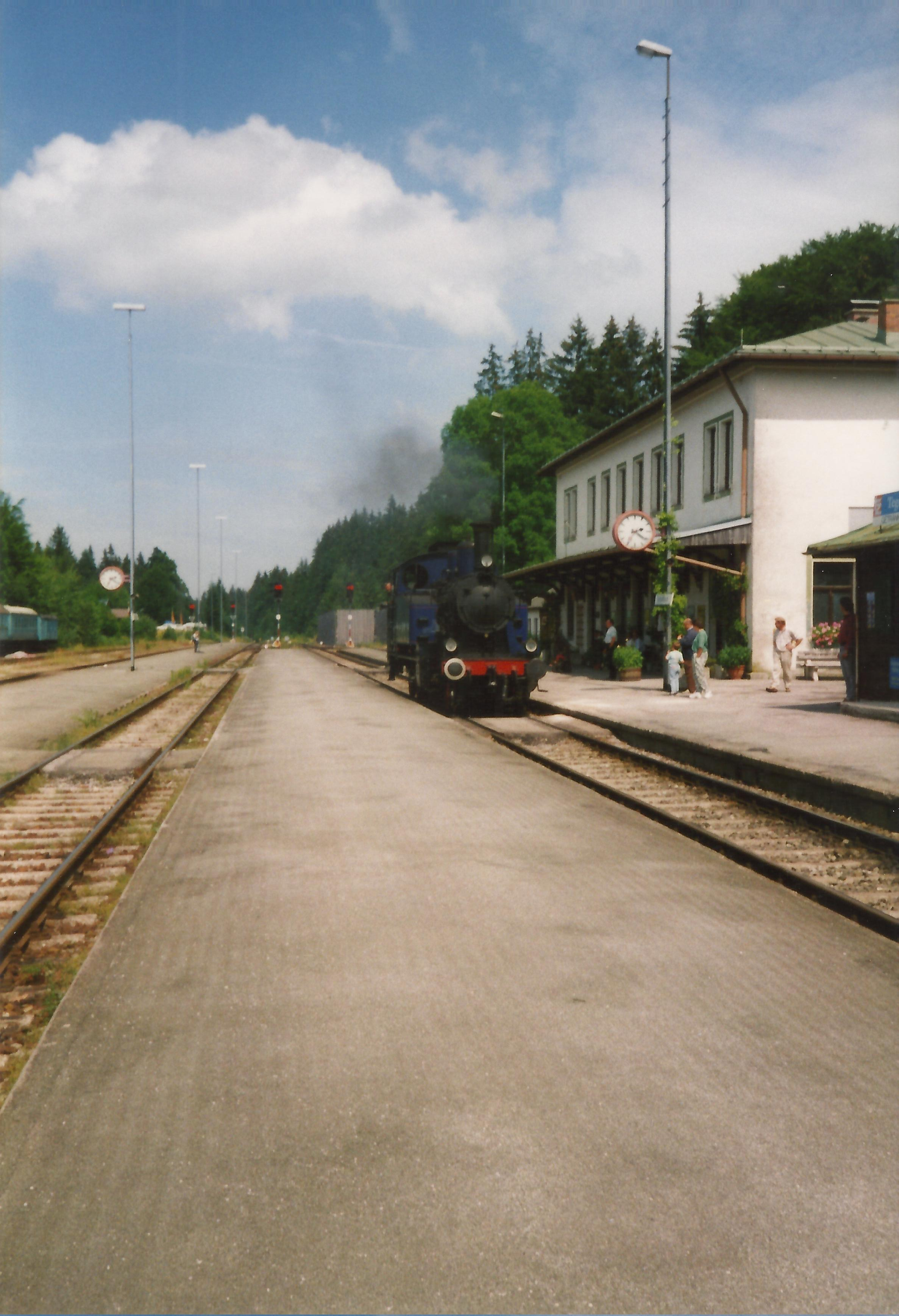
TAG 7 des BLV.
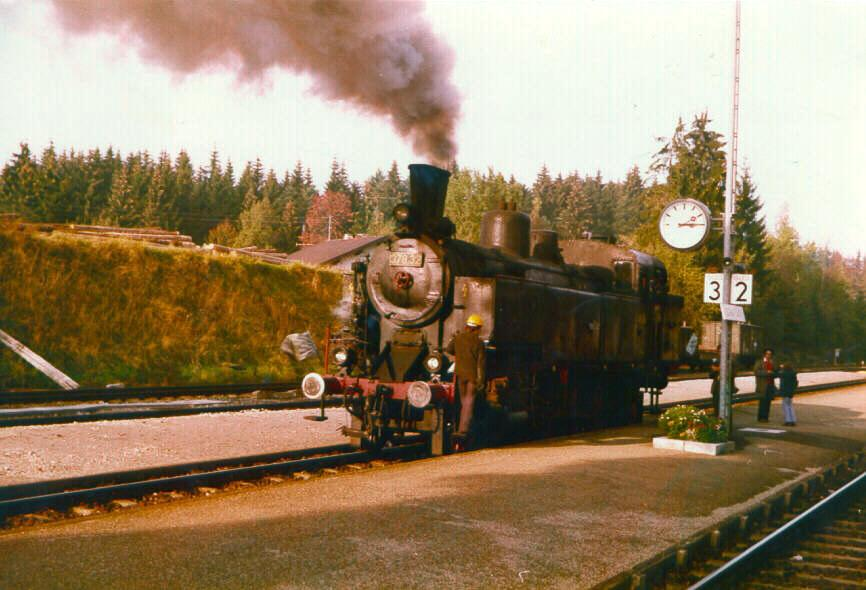
Dampflok „Mizzi“.
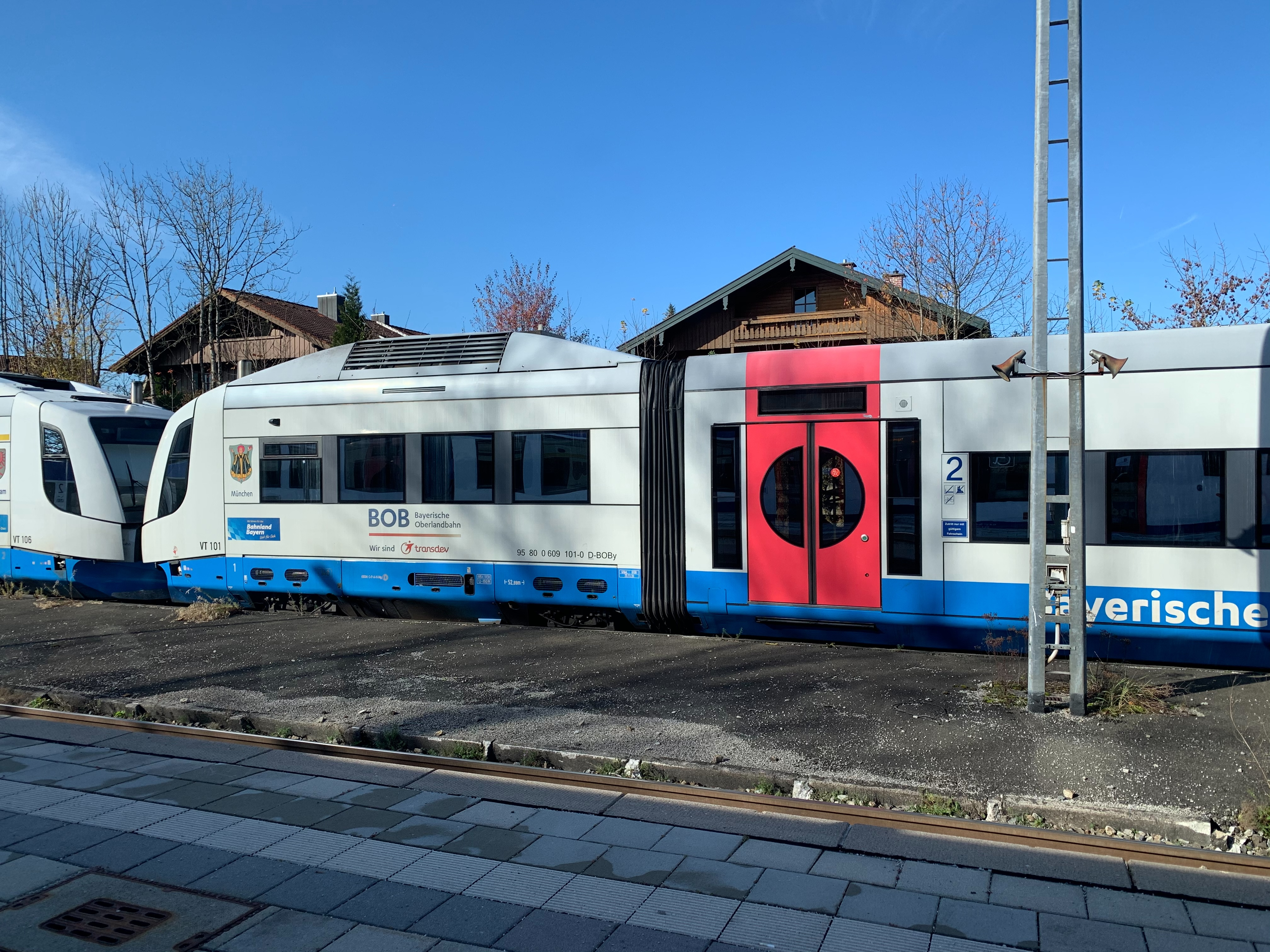
Integral-Triebzug der BOB auf Gleis 3.
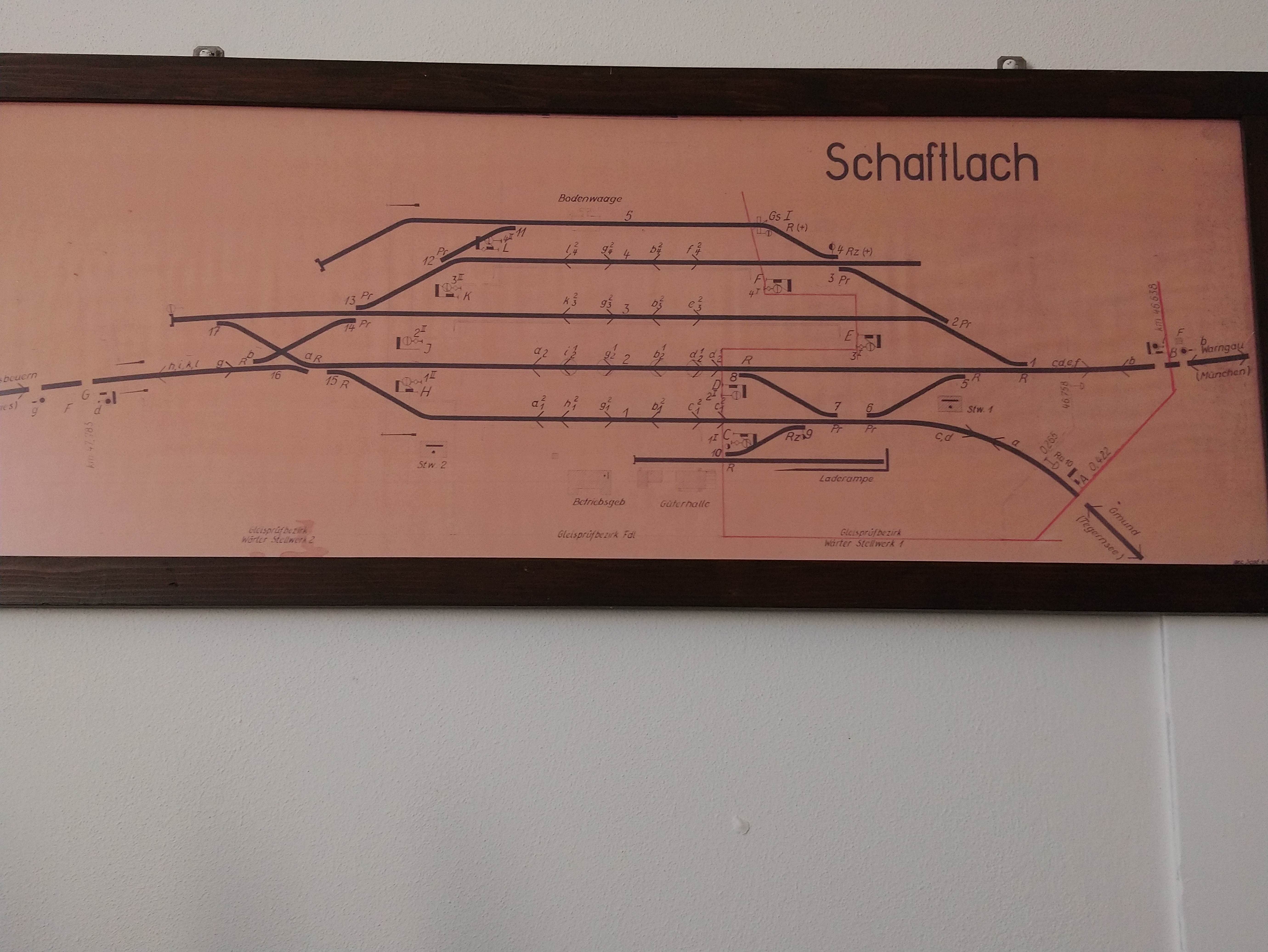
Gleisplan ausgestellt im Localbahnmuseum